# جيولوجيا مصر
جيولوجيا مصر، هي دراسة لأهم الخصائص الجيولوجية في مصر.

## التقسيم الطبيعي
تتكون أغلب مساحة مصر من صحراء. تنقسم مصر طبيعيا إلى الصحراء الغربية والصحراء الشرقية ووادي النيل ودلتا النيل وشبه جزيرة سيناء.

### الدلتا ووادي النيل

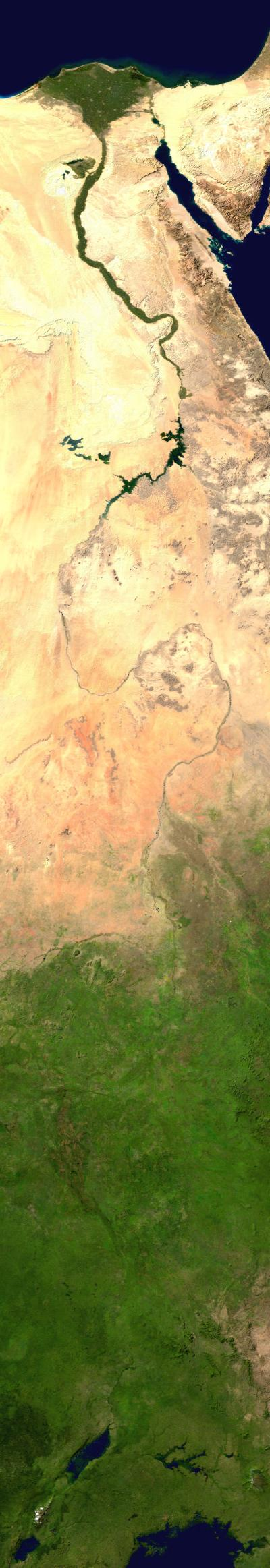
نهر النيل.

وادي النيل عبارة عن شق ضيق يخترق مصر من الجنوب إلى الشمال، من وادي حلفا إلى القاهرة. أما الدلتا فهي المساحة المنبسطة التي تمتد من نهاية الوادي عند القاهرة حتى سواحل البحر المتوسط، وهي سهل واضح الاستواء.
كانت المنطقة التي يشغلها كل وادي النيل والدلتا في عصر البليوسين خليجاً من خلجان البحر المتوسط، يمتد على شكل ذراع ضيق، تغمره مياه البحر، وقد توضّعت فيه رواسب ذلك العصر، وهي عبارة عن أحجار كلسية تكونت في الجزء الأكبر من هذا العصر، وتراكمت بالتدريج حتى امتلأ الوادي وأصبح جافاً تقريباً إلا من بحيرات منعزلة قليلة الأهمية.
وإلى ذلك الوقت لم تكن مياه النيل تأتي من الجهات الاستوائية وهضبة الحبشة، بل كانت تأتي من الأراضي الواقعة على كلا جانبيه في مصر؛ ولذلك كانت الرواسب التي تأتي إلى الوادي تأتي من الصحراء الشرقية والصحراء الغربية، ولكن حدث بعد ذلك أن استطاعت مياه الجهات الاستوائية ومياه هضبة الحبشة أن تشق لها طريقاً نحو الشمال ـ هو مجرى النيل في مصر ـ وتصل إلى البحر المتوسط، واستطاعت تلك المياه أن تحمل لمصر رواسب تلك الجهات، ولاسيما رواسب الحبشة، وهي الرواسب الناعمة التي يتكون منها طمي النيل، وقد أخذت هذه الرواسب تتراكم منذ ذلك الوقت حتى اليوم، ومنها تكونت طبقة الطمي الرقيقة التي تغطي قاع وادي النيل الحالي وتغطي أرض الدلتا، وهي التي تستغل في الزراعة والإنتاج الزراعي.
ويمكن تقسيم وادي النيل بين حلفا والقاهرة إلى قسمين كبيرين: أولهما القسم الذي يقع إلى الجنوب من ثنية قنا، وثانيهما القسم الذي يقع إلى الشمال منها.
يمتد القسم الأول من منطقة تتألف من الحجر الرملي النوبي. وقد استطاعت مياه النيل أن تحفر لها في هذا الصخر وادياً عميقاً؛ لأن الحجر الرملي النوبي يتآكل بسرعة بفعل المياه الجارية.
ومما يمتاز به وادي النيل في المنطقة الواقعة جنوب أسوان، أنه ضيق جداً، بحيث لا يزيد اتساعه في بعض الجهات على مجرى النهر نفسه، ومثال ذلك في منطقة الكلابشة. وقد أفادت هذه الجوانب الصخرية في خزن مياه النيل بعد بناء سد أسوان، كما أفادت في بناء السد العالي؛ لأنها تقوم على جانبي نهر النيل حيطاناً تحمي مياه الخزان من الانتشار شرقاً وغرباً.
أما في المنطقة الواقعة في الشمال من أسوان فيبدأ الوادي ضيقاً، ثم يتسع فجأة عند كوم أمبو، حيث يشكل حوضاً واسعاً نوعاً ما، وهو مكون من رواسب دقيقة من الطمي نشرها النيل فوق الرواسب السابقة، ومنها تتكون التربة الزراعية التي يستغلها أهالي وادي كوم أمبو في إنتاج قصب السكر.
وبعد كوم أمبو يضيق الوادي ثانية، ويتسع مرة أخرى عند أدفو، ولايزال يتسع تدريجياً حتى بلدة قنا، وعندها تقترب هضبة ليبيا من وادي النيل ويغير النهر اتجاهه، فينحدر إلى الغرب مع ميل قليل إلى الجنوب.
ومن بعد نجع حمادي يتسع وادي النيل، وتتسع مساحة السهل الخصيب الذي كونته رواسب النهر، ومتوسط اتساعه نحو 15 كيلو متراً. ويقل اتساعه عن هذا فيما بين الصف وحلوان حيث يراوح اتساعه بين 6-10 كيلو مترات. وفي شمال القاهرة يتسع السهل الرسوبي فيكّون في الدلتا مثلثاً قاعدته مرتكزة على البحر المتوسط ورأسه جنوب القاهرة.
وتبدأ دلتا النيل عند القاهرة، حيث يكون مستوى الأرض أعلى من سطح البحر بمقدار 18 متراً. وعند هذه النقطة تبدأ حافتا الهضبة الشرقية والغربية في الابتعاد عن بعضهما، فتتجه حافة الهضبة الشرقية نحو مدينة الإسماعيلية، وتتجه حافة الهضبة الغربية نحو مدينة الإسكندرية، وبذلك تتسع الأرض السهلية التي تتألف فيها الدلتا، وتشمل كل المنطقة الممتدة بين الحافتين وبين مياه البحر، وهي منطقة مثلثة الشكل، تتسع حتى يبلغ عرضها 200 كيلومتر عند ساحل البحر المتوسط، أما طولها من القاهرة حتى البحر فيبلغ نحو 200 كيلومتر أيضاً.
ويجري في الدلتا فرعا رشيد ودمياط، وهما الفرعان الباقيان من عدة فروع، زال بعضها بفعل الإرساب، وتحول بعضها الآخر إلى ترع للري.
وفرع دمياط أطول الفرعين، وطوله (من القناطر الخيرية إلى البحر) 242 كيلو متراً، وطول فرع رشيد 236 كيلو متراً. على أن فرع رشيد أهم الفرعين من حيث اتساع المجرى ومقدار ما يحمل من الماء، فمتوسط اتساع فرع رشيد 500 متر، واتساع فرع دمياط 270 متراً. وقد ساعدت كثرة الرواسب، وقلة المد والجزر في البحر المتوسط على سرعة تكوين الدلتا، والدلتا في مجموعها تنحدر انحداراً تدريجياً نحو البحر المتوسط، حتى إذا لاقته كانت في مستواه تقريباً، لهذا كانت أراضيها في الشمال تحتاج إلى كثير من الإصلاح. وقد يبلغ مستوى بعض الأراضي الشمالية للدلتا منسوباً أقل من مستوى ماء البحر، كما هي الحال في بحيرة مريوط التي تقل عن مستوى البحر بثلاثة أمتار.

### الصحراء الغربية
تمتد الصحراء الغربية في مصر من وادي النيل شرقاً حتى حدود مصر الليبية غرباً، ومن البحر المتوسط شمالاً إلى حدود السودان جنوباً، وتبلغ مساحتها ثلثي مساحة القطر المصري تقريباً. وهي عبارة عن هضبة صحراوية متسعة، ذات ارتفاع معتدل، يقل عن ارتفاع الهضبة الشرقية، ويبلغ في المتوسط 400 متر فوق مستوى سطح البحر. وهي تحتوي على عدد كبير من المنخفضات التي يهبط مستواها عن المستوى العام للهضبة، وقد يهبط مستوى بعضها إلى مادون مستوى البحر، وأهم هذه المنخفضات:
- منخفض وادي النطرون، ويقع في غرب الدلتا.
- المنخفض الكبير الذي تشغله القطارة وسيوة، ويمتد هذا المنخفض في اتجاه شرقي غربي إلى الجنوب مباشرة من تكوينات الحجر الكلسي الميوسيني.
- منخفض الفيوم، وهو أقرب المنخفضات إلى وادي النيل، ويتصل به عن طريق فتحة «الهوارة». ويشغل هذا المنخفض جزءاً كبيراً من تكوينات الحجر الكلسي الأيوسيني.
- منخفض الواحة البحرية، ويقع إلى الغرب من مديرية المنيا، على بعد 200 كيلو متر تقريباً منها.
- المنخفض الذي تشغله الواحة الخارجة والواحة الداخلة، وهو منخفض واسع جداً.

ويلاحظ أن الهضبة الغربية تحوي جهات مرتفعة، مثل منطقة العوينات التي تقع جنوب غربي مصر، وتتألف هذه المنطقة من تكوينات نارية، استطاعت التعرية أن تزيل تكوينات الحجر الرملي النوبي التي كانت تعلوها، فظهرت على سطح الأرض.
وإلى الشمال الشرقي من منطقة العوينات توجد منطقة أخرى مرتفعة تعرف بهضبة الجلف الكبير، وهي تتألف من أحجار الخرسان النوبي. ويمكن تقسيم الصحراء الغربية إلى المناطق الآتية:
- منطقة الحجر الرملي النوبي: توجد في الهضبة الغربية، وهي تؤلف هضبة واسعة تنحدر بالتدريج نحو الشمال حتى تنتهي بمنخفض الواحة الخارجة والواحة الداخلة. ومنطقة الخرسان النوبي أكثر ارتفاعاً في الجنوب منها في الشمال، فهي تهبط من مستوى 800 متر في الجنوب إلى مستوى 100 متر في الشمال.
- منطقة الحجر الكلسي الأيوسيني: وهي منطقة واسعة تمتد غرب النيل، وتشرف من ناحية الجنوب على منخفض الواحة الخارجة والواحة الداخلة، وتعلو بنحو 300 متر تقريباً، ثم تنحدر تدريجياً نحو الشمال حتى تنتهي عند منخفض سيوه والقطارة، ويكون مستواها قد هبط إلى مستوى البحر تقريباً. وفي هذا الجزء من الهضبة الغربية يوجد منخفض الفرافرة والبحرية والفيوم.
- منطقة الحجر الكلسي الميوسيني: وتمتد من المنخفض الغربي - الذي تشغله سيوه والقطارة في الجنوب - حيث تشرف عليه من ارتفاع يبلغ 200 متر تقريباً إلى البحر المتوسط في الشمال، وتنحدر نحو البحر تدريجياً حتى يصل مستواها إلى 50 أو 60 متراً فوق مستوى سطح البحر بالقرب من المنطقة الساحلية.

وفي هذه المناطق الثلاث تسود الظروف الصحراوية كاملة، حيث يظهر أثر تتابع الحرارة والبرودة في تفتيت الصخور، وأثر الرياح في تكوين الكثبان الرملية التي تغطي مساحات واسعة من الهضبة، وكذلك أثرها في تكوين المنخفضات التي توجد في جهاتها المختلفة.
وتعد هذه المنطقة أكثر قسوة من الصحراء الشرقية لشدة جفافها؛ ولهذا كانت أرضاً مجدبة قليلة السكان، وإن كان يوجد بها بعض المناطق المأهولة، ولاسيما الواحات المختلفة، وسبب ذلك تفجر عيون الماء، فقامت حولها حياة زراعية.
تهطل بعض الأمطار الإعصارية في الأطراف الشمالية للهضبة الغربية في أواخر الشتاء وأوائل الربيع، مما يساعد على نمو بعض النباتات البرية، كالأزهار التي تشتهر بها منطقة مريوط، ونمو بعض الغلات الزراعية ولاسيما الشعير.

### الصحراء الشرقية

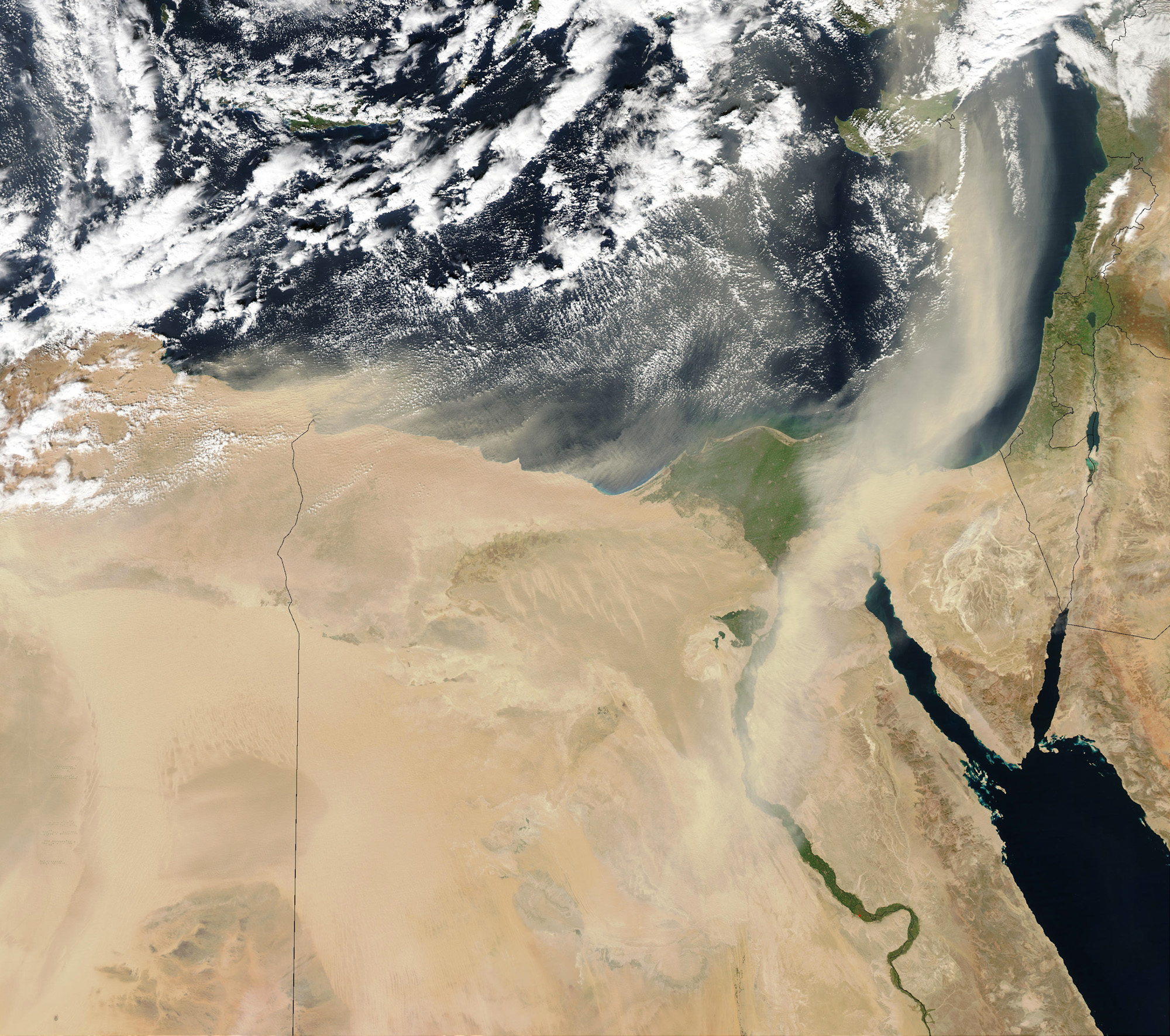
A large plume of Saharan Desert dust (light brownish pixels) were blowing over Libya and Egypt northward over the Mediterranean Sea toward the Middle East, on February 2, 2003.

تشغل الصحراء الشرقية المنطقة الممتدة بين وادي النيل وبين البحر الأحمر وخليج السويس، وانحدارها العام من الشرق إلى الغرب، حيث تشرف على وادي النيل بحافة يراوح ارتفاعها بين 300 - 400 متر فوق سطح البحر.
تتألف الأجزاء الشرقية من هذه الهضبة من صخور شديدة الصلابة (نارية ومتحولة)، لم تقدر عوامل التعرية المختلفة على نحتها، ولهذا كونت جبالاً مرتفعة يراوح ارتفاعها بين 1500-2000 متر، ويحف بهذه الكتلة الصلبة من ناحية الغرب شريط من الحجر الرملي النوبي، تمتاز صخوره بسهولة التآكل، ومن ثم فقد استطاعت التعرية النهرية أن تكوّن في جزئه الشمالي وادي قنا المشهور، وهو وادٍ يمتد من الشمال إلى الجنوب، في اتجاه معاكس لاتجاه النيل، ويتصل بوادي النيل عند ثنية قنا.
تأثرت الصحراء الشرقية كثيراً بالتعرية المائية في العصور المطيرة، فقطّعتها مجاري الأنهار القديمة تقطيعاً شديداً، وقسّمتها إلى هضاب كثيرة وكتل جبلية عديدة، وهذه المجاري لا تزال موجودة حتى اليوم، وهي تتمثل في كثرة الأودية الجافة التي تمزق سطح الهضبة، ولا تزال تجري في بعضها بين حين وآخر مياه السيول التي تجري في الصحراء الشرقية، وأشهر هذه الأودية:
- وادي العلاقي، ويتصل بوادي النيل في بحيرة ناصر عند ثنية كرسكو تقريبا.
- وادي قنا، ويصب في النيل عند قنا.
- وادي الأسيوطي، ويصب في النيل عند مدينة أسيوط.
- وادي طرفة، ويتصل بالنيل عند المنيا.
- وادي حوف، ويتصل بالنيل عند حلوان.
- وادي دجلة، ويتصل بالنيل عند المعادي.

وهناك أودية أخرى تنحدر نحو البحر الأحمر وخليج السويس، أهمها:
- وادي عربة، ويفصل هضبة الجلالة الشمالية عن الجلالة الجنوبية، منحدراً نحو خليج السويس.
- وادي أبو هاد، وينحدر أيضاً نحو خليج السويس على مقربة من جبل الغريب.
- وادي الجمال، وينحدر نحو البحر الأحمر في خط عرض كوم أمبو تقريباً.

وقد نتج من وجود الأودية بكثرة في الصحراء الشرقية أن قُطعت هذه الهضبة، وصعب الاتصال فيها في الاتجاه الشمالي - الجنوبي، وأما الاتصال من الشرق إلى الغرب فهو سهل نسبياً على طول تلك الأدوية، ومما يميز الهضبةَ الشرقية أيضاً ارتفاعُها الكبير، إذ تعد من أكثر جهات مصر ارتفاعاً، وأهم جبالها العالية:
- منطقة عتاقة، وهي تشرف على مدينة السويس، ومتوسط ارتفاعها 870 متراً فوق مستوى البحر.
- منطقة الجلالة البحرية، وتقع إلى الشمال من وادي العرابة، ويبلغ متوسط ارتفاعها 1200 متر فوق مستوى البحر.
- منطقة هضبة الجلالة القبلية، وتقع إلى جنوب وادي العرابة، ويبلغ متوسط ارتفاعها 145 متراً فوق مستوى البحر.

وهناك إضافة إلى هذه الهضاب قمم عالية يراوح ارتفاعها بين 1500-2000 متر، من أهمها جبل الشايب وجبل أبو دياب وجبل حمادة وجبل علبة.

### شبه جزيرة سيناء
وهي على شكل هضبة مثلثة الشكل قاعدته على البحر المتوسط شمالاً ورأسه جنوباً في منطقة رأس محمد وخليج العقبة من الشرق وخليج السويس وقناة السويس من الغرب وتنقسم سيناء من حيث التضاريس إلي ثلاثة أقسام رئيسية هي :
- القسم الجنوبي : وهو منطقة وعرة شديدة الصلابة تتألف من جبال جرانيتية شاهقة الارتفاع ، ويصل ارتفاع جبل كاترين نحو 2640 متراً فوق سطح البحر وهو أعلي قمة جبلية في مصر·
- القسم الأوسط: منطقة الهضاب الوسطي أو هضبة التيه وتنحدر أودية هذه الهضبة نحو البحر المتوسط انحداراً تدريجياً·
- القسم الشمالي : وهو يضم المنطقة المحصورة بين البحر المتوسط شمالاً وهضبة التيه جنوباً وهو عبارة عن أرض منبسطة ومنطقة سهلية تكثر فيها موارد المياه الناتجة عن الأمطار التي تنحدر مياهها من المرتفعات الجنوبية وهضبات المنطقة الوسطي·
في أقصي جنوب البلاد توجد بحيرة ناصر (بحيرة النوبة)، وهي بحيرة صناعية نشأت من المياة المتجمعة قبل السد العالي عند أسوان. أما في الشمال الغربي فتوجد بحيرة قارون في الفيوم وهي أحد أكبر البحيرات الطبيعية في البلاد.
الارتفاعات الجبلية في البلاد تتركز في جنوب مصر وعلى شبه جزيرة سيناء. يمكن وصف باقي طبيعة البلاد بطبيعة صحراوية أو شبه صحراوية.

## الجبال والهضاب
- جبل كاترين، سانت كاترين.
- جبل الكريستال، الواحة البحرية.
- جبل علبة، مثلث حلايب.
- هضبة المقطم، القاهرة.
- جبل سربال، جنوب سيناء.
- جبل شايب البنات، الصحراء الشرقية.
- جبل العوينات، على الحدود المصرية السودانية الليبية.
- جبل هلال، شمال سيناء.
- جبل موسى، جنوب سيناء.
- جبل بن بشار، سيناء.
- جبل القطار شمال شايب البنات
- جبل أبو دخان شمال جبل القطار

## المسطحات المائية

### البحار
تطل مصر على البحر الأحمر من جهة الشرق والبحر المتوسط من جهة الشمال.

### البحيرات
تضم مصر 11 بحيرة وهي:
- بحيرة إدكو.
- بحيرة المنزلة.
- بحيرة البرلس.
- بحيرة مريوط.
- بحيرة البردويل.
- بحيرة بور فؤاد.
- بحيرة قارون.
- بحيرة الريان.
- بحيرة ناصر.
- مفيض توشكي.
- بحيرة المرة والتمساح[1]

## الجزر
- جزر نهر النيل:
- أبا
- الدهب
- الرحمانية
- الروضة
- الساحل
- الشوارنية
- طما
- محروس
- أمون
- جلادة

- جزر محافظة البحر الأحمر:
- الزبرجد
- الجفتون الكبير والصغير
- أبو منقار
- شدوان
- الفنادير
- تيران

## المناخ
يمثِّل مرور المنخفضات الجوية الشتوية والربيعية بمصر أكبر ظاهرة مناخية تؤثر في مناخ البلاد، ولولا هذه المنخفضات لما حدثت أمطار شتوية ولا هبَّت رياح الخماسين. وتكثر هذه المنخفضات الجوية في أشهر الشتاء والربيع، وهي نادرة في أشهر الصيف وأوائل الخريف، وعند مرورها تختفي رياح الشمال وتصبح رياحاً غربية أو جنوبية أو شرقية أو بين هذه الاتجاهات. ويتضح من دراسة اتجاهات الرياح أن أعاصير البحر المتوسط لا تنفذ إلا بدرجة محدودة إلى المنيا حتى في أشهر الشتاء، وأن هذا الإقليم في تلك الأشهر إما أن تهب عليه الرياح الشمالية؛ لأن منطقة الضغط المرتفع واقعة في شماله، وإما أن تسود فيه حالة سكون؛ لأنه هو نفسه مركز لمنطقة ضغط مرتفع، فإقليم المنيا أو إلى شمال المنيا قليلاً يُعَد الحد الفاصل بين الإقليم المتأثر بأعاصير البحر المتوسط وبين الأقاليم الجنوبية التي لاتتأثر بهذه الأعاصير إلا نادراً.
ومما سبق يتضح أن وادي النيل في مصر يمكن أن يقسم مناخياً إلى إقليمين كبيرين هما:
- الإقليم الواقع جنوب المنيا، وهو لايتأثر بالأعاصير الشتوية.
- الإقليم الواقع شمال المنيا، وهو يتأثر بتلك الأعاصير تأثراً مطرداً.

مناخ هذا الإقليم مناخ صحراوي قاري، لاينزل فيه من المطر إلا القليل النادر، الذي يحدث عاماً، ثم ينقطع سنين عديدة، ومثل هذا المطر إذا نزل كان نتيجة زوبعة إعصارية قد خرجت عن طريقها المألوف، فأنزلت ما بها من مطر غزير في ساعة أو أقل من ساعة، ثم ينقطع فجأة ويصحو الجو وتنقشع السحب، ولا يبقى من ذكر ذلك الوابل سوى سيول تجري في الأودية التي تخترق صحراء مصر على جانبي وادي النيل.
الحرارة في هذا الإقليم متشابهة في نظامها، وشهر كانون الثاني/يناير أقلها حرارة، وشهر تموز/يوليو أشدها حرارة، ومن الطبيعي أن تكون الحرارة شديدة في الجنوب وتقل تدريجياً نحو الشمال، وفي الشتاء تكون الحرارة معتدلة في النهار (النهاية الكبرى في أسوان 23.7 ْم)، ويصحبها برودة محسوسة في أثناء الليل (النهاية الصغرى في أسوان 9.6 ْم).
وفي الصيف ترتفع الحرارة ارتفاعاً كبيراً في أثناء النهار(42 ْم في أسوان)، ثم تنخفض الحرارة في الليل (25.6 ْم في أسوان)، بحيث يصل الفرق بين حرارة الليل وحرارة النهار نحو 16 ْم.
إذا جاز عد المنطقة الجنوبية إقليماً واحداً من الوجهة المناخية فإنه لا يجوز عد الجزء الممتد بين المنيا والبحر المتوسط إقليماً واحداً، ويحسن التمييز بين أجزائه المختلفة، وتقسيمها إلى أقاليم ثانوية، والعامل الأساسي الذي يمكن أن يُتخذ أساساً لهذا التقسيم هو المطر:
- الإقليم الأول: الصحراوي، وهو شبيه بمصر العليا في ندرة أمطاره، فإن ما يسقط عليه من المطر لا يزيد على 25مم، وهذا الإقليم يقع جنوب خط يمتد من جنوبي السويس إلى بحيرة قارون.
- الإقليم الثاني: القليل المطر، ويراوح ما يهطل فيه من المطر بين 25-100مم. وفي هذا الإقليم تقع القاهرة ومعظم أراضي الدلتا، والحد الشمالي لهذا الإقليم هو خط المطر 100مم، الممتد من جنوبي دمنهور إلى غربي بورسعيد، بانحراف إلى الشمال الشرقي.
وهذه المنطقة انتقالية بين الإقليم الصحراوي جنوباً وإقليم البحر المتوسط شمالاً، والمطر في شطرها الجنوبي أقل منه في شطرها الشمالي ( متوسط الهطل المطري في القاهرة نحو 34مم وفي طنطا نحو 42مم وفي كفر الزيات نحو 56مم). على أن ما يميز هذه المنطقة من سابقتها ليس مقدار الهطل فقط، بل انتظام سقوطه، فالشذوذ هنا أن تمر سنة من دون أن تسقط أمطار، أما في المنقطة الصحراوية فإن سقوط المطر بكمية محسوسة هو الظاهرة النادرة.
الإقليم الثالث: هو إقليم البحر المتوسط، وهذا الإقليم من أرض مصر هو الذي يُمكِّن مع شيء من التسامح من إدخاله في إقليم البحر المتوسط، فليست سواحل مصر كثيرة الأمطار، كثرة تعادل سواحل سورية ولبنان واليونان وإيطاليا وفرنسا، ولكنها إذا اختلفت في المقدار فإنها متفقة في النوع. ويراوح ما يهطل من المطر في هذا الإقليم بين 100-250مم، وهو أقل في الشرق منه في الغرب، فهو في الإسكندرية نحو 204 مم وفي بورسعيد نحو 83مم، وهذا الفرق يعود إلى تقوس سواحل الدلتا، فالجزء المحصور بين فرعي رشيد ودمياط بارز داخل في البحر، وأكثر هبوب الرياح التي تحمل المطر إلى سواحل مصر يكون إما من الغرب، وإما من الشمال الغربي، وفي كلتا الحالتين فإن سواحل الإسكندرية ومريوط ورشيد تعترض هبوب هذه الرياح اعتراضاً، ولاشيء أدعى إلى هطل الأمطار من اعتراض السواحل أو الجبال هبوب الرياح الرطبة.
ومن حيث نظام هطل الأمطار على سواحل البحر المتوسط، يُلاحظ أن أشهر الصيف جافة تماماً، ويبدأ سقوط المطر قليلاً جداً في نهاية سبتمر، ويبلغ النهاية العظمى في كانون الأول/ديسمبر(في الإسكندرية)، ثم يقل بعد ذلك حتى يكاد ينعدم تماماً في الربيع.
إلى جانب الأمطار هنالك اختلافات واضحة في درجات الحرارة بين سواحل البحر المتوسط وبين إقليم القاهرة مثلاً: فالإسكندرية أدفأ في فصل الشتاء لا من القاهرة فقط، بل هي أدفأ في متوسطها من أكثر مدن الصعيد، وهي في الوقت نفسه أقل حرارة في الصيف من القاهرة، لكن معدلات الرطوبة النسبية أعلى في السواحل منها في المناطق الداخلية.
يبلغ الفرق بين النهاية الكبرى والنهاية الصغرى في الإسكندرية 7 أو 8 درجات مئوية، أي إن الليل أدفأ، كما أن حرارة النهار ألطف منها في القاهرة، فأثر المناخ الصحراوي هنا قليل جداً، وهذه الظاهرة وسابقتها ترجعان إلى تأثير البحر والرياح التي تهب من البحر.
تبتدئ المدة التي تهب فيها رياح الخماسين من شهر شباط/فبراير وتنتهي في منتصف حزيران/يونيو، ورياح الخماسين عبارة عن رياح تهب من الجهات الجنوبية (الجنوبية الشرقية والغربية) على مصر السفلى، وسبب هبوبها مرور منخفضات جوية آتية من الغرب. أما طريق الأعاصير في الشتاء فيكون إلى الشمال من سواحل مصر، وجنوبها في أشهر الربيع. فإذا مرّ الانخفاض على سواحل مصر هبت من الصحارى الجنوبية رياح ساخنة حارة، وكثيراً ما تحمل معها مقداراً كبيراً من الرمال، وهذه هي التي يعرفها الجميع بأنها هي رياح الخماسين حقاً.

## الموارد الطبيعية
تحظي مصر بالكثير من الموارد المعدنية. التي بعضها مستغل والبعض الأخر في طريقة للإستغلال بالنظر إلى مناخ الإستثمار في الوقت الحالى. وتتنوع تلك الموارد من حيث النوع والكم وأماكن التوزيع.
يأتي الحديد كواحد من أهم الثروات المعدنية التي تشتهر بها مصر حيث تتواجد رواسب الحديد في ثلاث مناطق رئيسية هي شرق أسوان والواحات البحرية و الصحراء الشرقية.

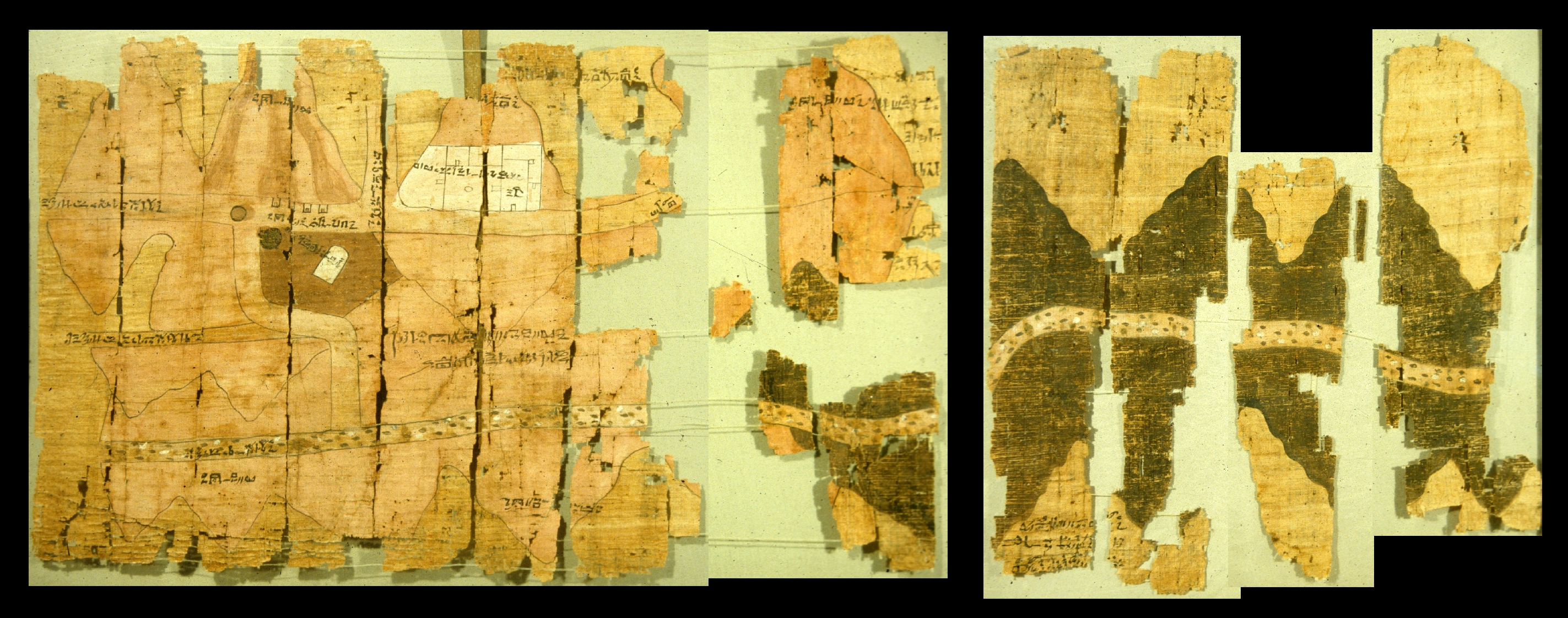
بردية تورين وتوضح عمليات التعدين في وادي الحمامات وهي أقدم خريطة تعدينية في تاريخ البشرية.

على الرغم من تعدد مواقع تواجد خامات المنجنيز إلا أن القليل منها هو الذي يصلح للاستغلال الاقتصادي وتعد منطقة أم بجمة في سيناء هي أهم تلك المناطق حيث توجد خامات المنجنيز في شكل عدسات متوسط سمكها متران تقريباً ضمن صخور الحجر الجيري الدولوميت الذي ينتمي إلى تكوينات العصر الكربوني الأوسط.
ربما كان المصريون القدماء أبرع من نقبوا عن الذهب بدليل وجود أكثر من 90 منجما قديما للذهب في الصحراء الشرقية ومازالت الآثار والمشغولات الذهبية شاهدا حيا على براعة المصريين القدماء في البحث والتنقيب عن الذهب . ومن أهم مناجم الذهب : عنود والسكري والرامية وأم الروس وعطا الله .. ويظهر الذهب على هيئة حبيبات دقيقة منتشرة غالبا في عروق الكوارتز القاطعة للصخور الجرانيتية المنتشرة بطول وعرض الصحراء الشرقية. وتكمن أهمية الذهب في قوته الشرائية التي أهلته لأن يكون هو الغطاء النقدي للعملات المتداولة. بالإضافة إلى استخدامه في صناعة الأسنان وبعض العقاقير الطبية.

## النشاط الزلزالي
تتعرض مصر ل400 هزة أرضية في المتوسط يومياً، وتتأثر مصر ب6 مصادر بعضها خارج حدودها، والبعض الآخر بالداخل، فيما يخص النشاط الزلزالي بها. لكن مصر في كل الأحوال تقع في منطقة متوسطة زلزالياً، لبعدها عن الأحزمة الرئيسية، في نطاق المحيط الهادي وفالق الأناضول-الهيملايا. ويقع المصدر الأكبر للزلزال في منطقة جنوب شرق البحر المتوسط، وخاصة المنطقة الواقعة بين جزيرتي كريت وقبرص، تأثراً بنشاط الصفيحة الأفريقية، التي تغوص تحت قارة أوروب، الأمر الذي يولد زلازل تؤثر على الساحل الشمالي المصري، ويحدث به يومياً مابين 4 إلى 7 زلازل يومياً، بقوى تتراوح بين 3 و 4.5 درجة بمقياس ريختر. وأكبر زلالزل وقعت عام 1955 بقوة 6.7 درجة وعام 2002 بقوة 6.2 درجة. والمنطقة الثانية هي منطقة خليج العقبة، وتعد من المصادر الرئيسية للزلازل في مصر، وتتميز أحيانا بظاهرة الحشود، بمعنى أنه قد يحدث فيها خلال يوم واحد 300 هزة وهي زلازل صغيرة، قد تسبق زلزالا رئيسيا، ثم يحدث بعد ذلك التوابع الزلزاليه له. وكان أكبر زلازله في 22 نوفمبر عام 1995 بقوة 6.9 درجة، وسبب خسائر فادحة في نوبيع ودهب وطابا، بالإضافة إلى الخسائر الإسرائيلية.